# Ratko Čolić
Ratko Čolić, cyr.  Paткo Чoлић (ur. 17 marca 1918 w Ubie, zm. 30 października 1999 w Belgradzie) – serbski piłkarz występujący podczas kariery zawodniczej na pozycji obrońcy. Uczestnik mistrzostw świata 1950 rozgrywanych w Brazylii.